# Luca Toni
Luca Toni (* 26. Mai 1977 in Pavullo nel Frignano) ist ein ehemaliger italienischer Fußballspieler. Er wurde 2006 mit der A-Nationalmannschaft Weltmeister und spielte u. a. beim FC Bayern München, mit dem er je zweimal die deutsche Meisterschaft und den DFB-Pokal gewann. Sowohl in der italienischen Serie A als auch in der deutschen Bundesliga zeichnete er sich als Torschützenkönig aus.

## Karriere

### Vereine
Der Durchbruch gelang Luca Toni eher spät, nachdem er zunächst einige Jahre bei Vereinen der zweiten und dritten italienischen Liga gespielt hatte.

#### Zeit als „Wandervogel“ (2000–2005)
Mit 23 Jahren gelang ihm der Sprung in die Serie A, als er in den folgenden drei Jahren bei den Vereinen Vicenza Calcio und Brescia Calcio (an der Seite Roberto Baggios) spielte, ohne als Torjäger aufzufallen. Bei Brescia verlor er am Ende seinen Stammplatz und so schien sein Wechsel zum damaligen Zweitligisten US Palermo zunächst wie ein Rückschritt, stellte sich jedoch als entscheidend in seiner fußballerischen Entwicklung heraus. Luca Toni hatte mit 30 Treffern in 45 Spielen einen gewichtigen Anteil am Aufstieg Palermos in die Serie A und befand sich hier im darauffolgenden Jahr mit 20 Treffern an der Spitzenposition in der Torschützenliste.

#### AC Florenz (2005–2007)

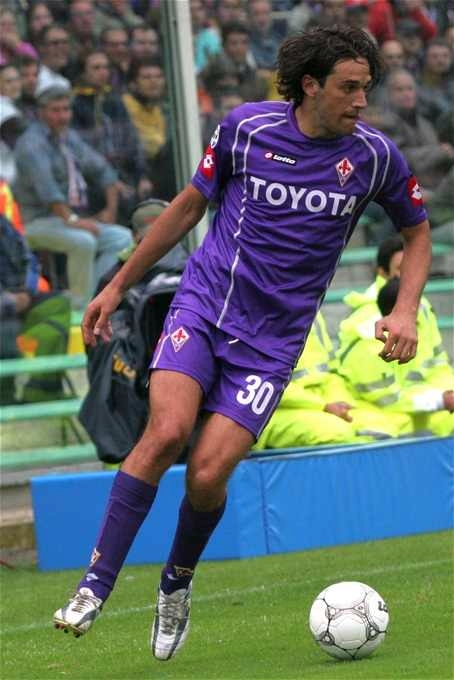
Luca Toni im Trikot der AC Florenz

Zu Beginn der Saison 2005/06 verpflichtete ihn der wieder aufstrebende Traditionsklub AC Florenz für ca. zehn Millionen Euro. Auf Anhieb wurde er dort, mit der seit Jahrzehnten unerreichten Anzahl von 31 Treffern, Torschützenkönig der Serie A und Gewinner des Goldenen Schuhs für den besten Torjäger Europas.
Sein Klub AC Florenz hätte in der Saison 2005/06, auch dank seiner Tore, sportlich die Qualifikationsrunde zur Champions League 2006/07 erreicht. Wegen der mutmaßlichen Beteiligung an Spielmanipulationen in der Saison 2004/05 wurde der Verein jedoch hinter die Europapokalränge zurückversetzt. In der Folge wurde Luca Toni wiederholt mit Inter Mailand in Verbindung gebracht, auch wegen seiner Ambitionen, in der Champions League spielen zu können. Auch in der Saison 2006/07 lief Toni für die Fiorentina auf.

#### FC Bayern München (2007–2009)

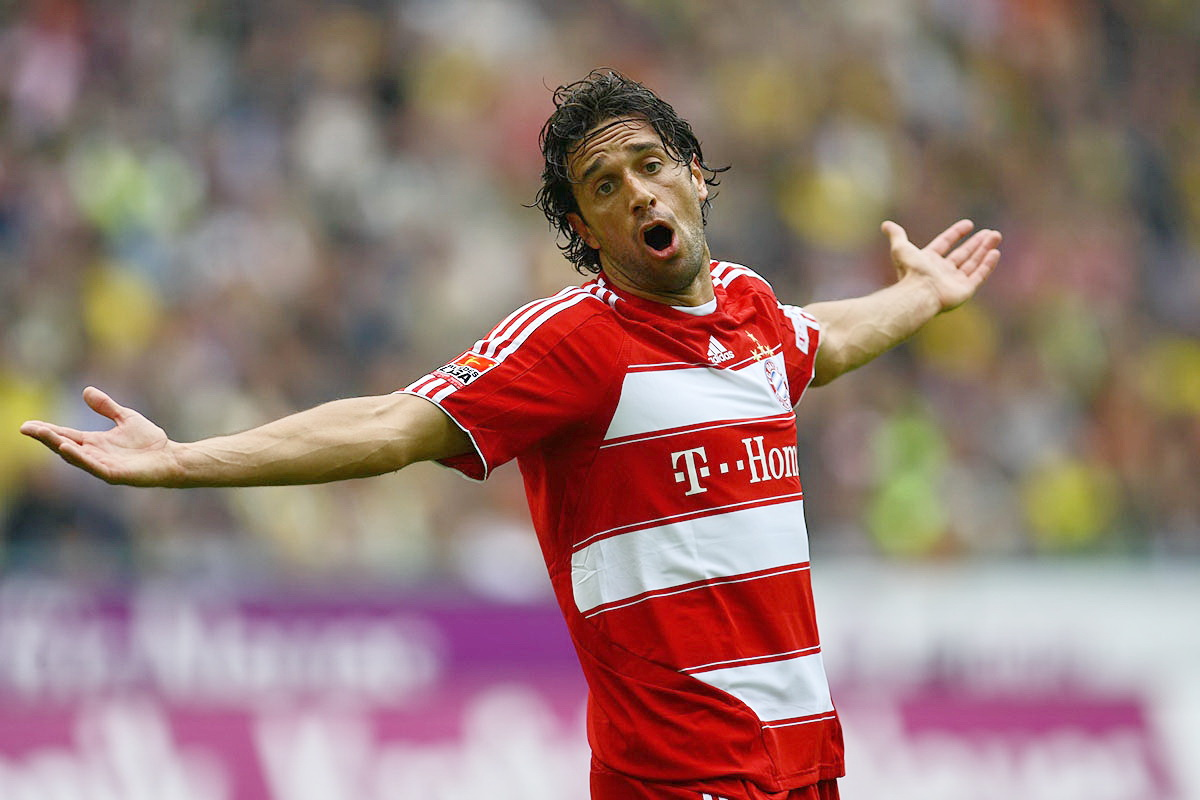
Luca Toni im Trikot des FC Bayern München

Zur Saison 2007/08 wollte Toni Florenz verlassen. Am 28. Mai 2007 gab die Fiorentina die Trennung von Toni und den Wechsel zum FC Bayern München bekannt. Am 30. Mai 2007 bestätigte Karl-Heinz Rummenigge den Wechsel gegenüber der dpa. Die Ablöse betrug laut Rummenigge „exakt 11 Mio. Euro“, sein Jahresgehalt wurde auf 5,7 Millionen Euro netto geschätzt. Im März 2015 wurde eine Kirchensteuernachforderung gegen Luca Toni in Höhe von 1,7 Mio. Euro für die Jahre 2007 bis 2009 bekannt. Daraus lässt sich ein Bruttoeinkommen von ca. 28 Mio. Euro für diesen Zeitraum rückrechnen. Luca Toni unterschrieb einen bis 30. Juni 2011 gültigen Vertrag. Am 7. Juni wurde er bei einer Pressekonferenz des FC Bayern München vorgestellt. In seinen ersten drei Bundesligaspielen gegen Hansa Rostock, Werder Bremen und Hannover 96 erzielte er jeweils einen Treffer für seinen neuen Verein. Außerdem markierte er in seinen ersten beiden internationalen Auftritten, den UEFA-Pokal-Spielen gegen Belenenses Lissabon am 20. September 2007 und am 4. Oktober 2007, seine ersten beiden Treffer (jeweils das 1:0) auf europäischem Parkett. Seine ersten beiden Tore im DFB-Pokal schoss Toni am 31. Oktober 2007 im Drittrundenspiel gegen Borussia Mönchengladbach (Endstand: 3:1). Am 17. Februar 2008 gelang ihm bei dem 3:0-Auswärtssieg bei Hannover 96 ein Hattrick. Es war der erste Dreifachtorerfolg eines Spielers der Bayern seit dem 29. April 1989, als Hans Dorfner beim 4:0-Sieg gegen Hannover 96 drei Mal in einer Halbzeit traf.
Am 19. April 2008 traf Toni im DFB-Pokalfinale gegen Borussia Dortmund zum zwischenzeitlichen 1:0 und schoss in der Verlängerung das entscheidende Tor zum 2:1-Endstand. Somit trug er zu seinem ersten Titelgewinn mit einer Vereinsmannschaft bei. Mit diesem Doppeltorerfolg und den drei Doppeltorerfolgen in den vorherigen Pflichtspielen stellte Toni einen neuen Bundesligarekord auf.
Schließlich wurde Toni mit 24 Treffern in 31 Spielen Torschützenkönig der Bundesliga. Insgesamt hatte er zehn Tore in elf Spielen im UEFA-Pokal und fünf Tore in vier Spielen im DFB-Pokal geschossen, insgesamt also 39 Tore in 46 Pflichtspielen. Außerdem hatte er in seinem ersten Bundesligajahr so viele Tore geschossen wie noch kein Bundesliga-Stürmer zuvor in seinem ersten Jahr. 26-mal war Toni in seinen 46 Pflichtspielen am 1:0 beteiligt (16 Tore, 10 Vorlagen). Damit schloss er zu Gerd Müller auf, der mit 16 Treffern zum 1:0 bislang alleiniger Rekordhalter war.
Die Saison 2008/09 verlief zu Beginn ähnlich erfolgreich wie die vorherige Spielzeit. In 13 Ligaspielen erzielte er neun Tore; ein wichtiger Treffer gelang ihm im Spiel gegen den ersten Verfolger TSG 1899 Hoffenheim, als er kurz vor Schluss den Siegtreffer markierte. In der zweiten Hälfte dieser Saison hatte Toni lange Zeit mit einer Achillessehnenverletzung zu kämpfen, schloss die Meisterschaft mit 14 Toren in 25 Spielen trotzdem als bester Torschütze seines Vereins ab.
Die Saison 2009/10 verlief für Toni nicht gut. Nach mehreren Unstimmigkeiten mit seinem Trainer Louis van Gaal absolvierte Toni nur zehn Einsätze für die Bayern, davon jeweils zwei für die zweite Mannschaft in der 3. Liga, im DFB-Pokal und in der Champions League, und vier in der Bundesliga. Seinen einzigen Treffer schoss er im DFB-Pokal gegen Eintracht Frankfurt. In der Bundesliga kam er in seinen vier Einsätzen zu keinem Treffer. Schon früh in dieser Saison bekundete Toni seine Wechselabsichten zurück nach Italien, jedoch konkretisierte sich das erst Mitte Dezember 2009, als viele Vereine am „Schnäppchen des Jahres“ interessiert waren, da er ablösefrei wechseln durfte. Im Juni 2010 löste Toni seinen Vertrag beim FC Bayern München auf.

#### AS Rom, CFC Genua, Juventus Turin (2010–2012)
Über ein in der Winterpause der Saison 2009/10 getätigtes Leihgeschäft war Luca Toni ab Januar 2010 bis zum Ende der Saison für den italienischen Erstligisten AS Rom spielberechtigt, bei dem er im Anschluss zunächst einen Zweijahresvertrag erhalten sollte. Anfangs zahlte der FCB noch sechs Monate lang sein Gehalt.
Sein Debüt für die Roma gab er am 6. Januar 2010 gegen Cagliari Calcio, nach seiner Einwechslung in der 80. Minute musste Rom jedoch noch zwei Treffer zum 2:2-Endstand hinnehmen. Am 17. Januar gelangen Toni beim 3:0-Sieg im Heimspiel gegen den CFC Genua im dritten Spiel für den AS Rom seine ersten beiden Tore. Im Finale der Coppa Italia 2009/10 am 5. Mai 2010 unterlag Toni mit der Roma mit 0:1 gegen Inter Mailand. In der Liga wurde die Vize-Meisterschaft hinter Inter erreicht. Am Ende der Saison nahm Rom entgegen den Planungen zu Beginn der Leihe aufgrund der hohen Ablösesumme Abstand von einem Transfer.
In der Sommerpause 2010 wechselte Toni zum CFC Genua. Am 28. August debütierte er am ersten Spieltag der Saison für die Genuesen beim 1:0-Sieg im Auswärtsspiel gegen Udinese Calcio. Am 19. September – beim 1:1-Unentschieden gegen AC Parma – traf er per Elfmeter zur zwischenzeitlichen Führung.

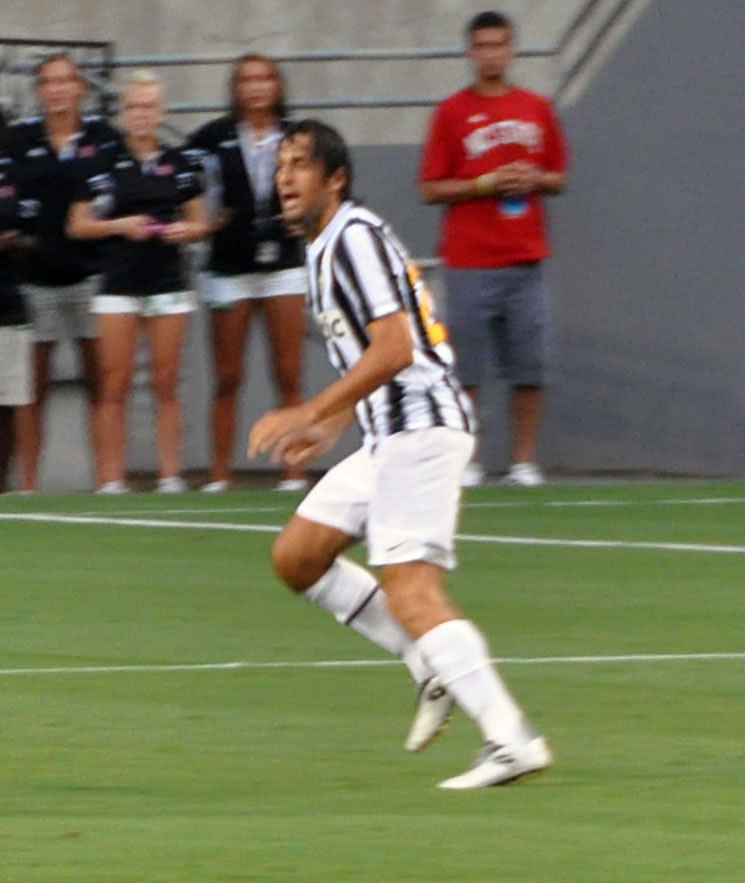
Luca Toni im Trikot von Juventus Turin

In der Winterpause der Saison 2010/11 verpflichtete Juventus Turin Toni. Er sollte dort Fabio Quagliarella ersetzen, der sich nach der Winterpause einen Kreuzbandriss zugezogen hatte. Toni unterschrieb einen bis 30. Juni 2012 gültigen Vertrag und debütierte am 9. Januar 2011 bei der 0:3-Niederlage im Auswärtsspiel gegen den SSC Neapel. Kurz darauf zog er sich einen Außenbandriss zu, gab aber bereits nach drei Wochen gegen Cagliari Calcio sein Comeback. Obwohl er erst in der Schlussphase eingewechselt wurde, markierte er den Treffer zum 3:1-Endstand. Es war sein erstes Tor für Juventus und gleichzeitig sein 100. Tor in der Serie A.

#### Al-Nasr (2012)
Am 30. Januar 2012 wurde Tonis ablösefreier Wechsel zum von Walter Zenga trainierten Klub Al-Nasr Sports Club in die Vereinigten Arabischen Emirate bekannt gegeben. Am 9. Februar 2012 debütierte Toni in der UAE Arabian Gulf League und krönte seinen Einstand beim 2:1-Auswärtssieg bei Ajman mit dem Siegtreffer in der 78. Minute.

#### AC Florenz, Hellas Verona (2012–2016)
Mit Beginn der Saison 2012/13 kehrte Luca Toni nach Italien zurück, als er beim Erstligisten AC Florenz unterschrieb. Mit seinem ersten Ligaeinsatz am 16. September 2012 (3. Spieltag) und zwei Minuten nach seiner Einwechslung, erzielte er mit dem Treffer zum 2:0-Endstand in der 65. Minute auch sein erstes Tor in der Serie A seit dem 22. Mai 2011. Nach einer Saison wurde sein auslaufender Vertrag in Florenz nicht verlängert, woraufhin er zum Serie-A-Aufsteiger Hellas Verona wechselte. Am ersten Spieltag der Saison 2013/14 gelangen Toni beim 2:1-Heimsieg über den AC Mailand beide Tore für Verona. Insgesamt schoss Toni in dieser Saison 20 Tore und wurde damit hinter Ciro Immobile (22 Treffer) Zweiter der italienischen Torschützenliste.
Die Saison 2014/15 schloss er mit Hellas Verona als 13. ab, wobei er sich mit 22 Toren – gemeinsam mit dem 16 Jahre jüngeren Mauro Icardi von Inter Mailand – den Titel des Torschützenkönigs sicherte. Toni avancierte damit zum ältesten Torschützenkönig der Serie A. Am 8. Mai 2016 (37. Spieltag), eine Woche vor Ablauf der Saison 2015/16, bestritt er im Heimspiel gegen Juventus Turin sein letztes Punktspiel und beendete seine aktive Fußballer-Karriere, wie er bereits vorab verlauten ließ. Für seinen Verein, der als Tabellenletzter vorzeitig als Absteiger in die Serie B feststand, erzielte er in seinem 95. Punktspiel mit dem Strafstoß zum 1:0 in der 43. Minute sein 48. und letztes Tor und trug somit zum 2:1-Sieg gegen den Meister 2016 bei; in der 85. Minute wurde er für Juan Gómez ausgewechselt.

### Nationalmannschaft
Toni gab sein Debüt in der A-Nationalmannschaft am 18. August 2004 im Test-Länderspiel gegen die Auswahl Islands. Sein erstes Tor für die Squadra Azzurra erzielte er am 4. September 2004 in Palermo im Qualifikationsspiel für die Weltmeisterschaft 2006 beim 2:1-Sieg gegen die Auswahl Norwegens. In einem Freundschaftsspiel gegen die Auswahl Ecuadors am 11. Juni 2005 führte Toni die Nationalmannschaft wegen der Abwesenheit des eigentlichen Kapitäns Fabio Cannavaro und anderer erfahrener Spieler zum ersten Mal in seiner Karriere als Spielführer an. Am 7. September 2005 gelang ihm beim 4:1-Sieg gegen die Auswahl von Belarus ein Hattrick.

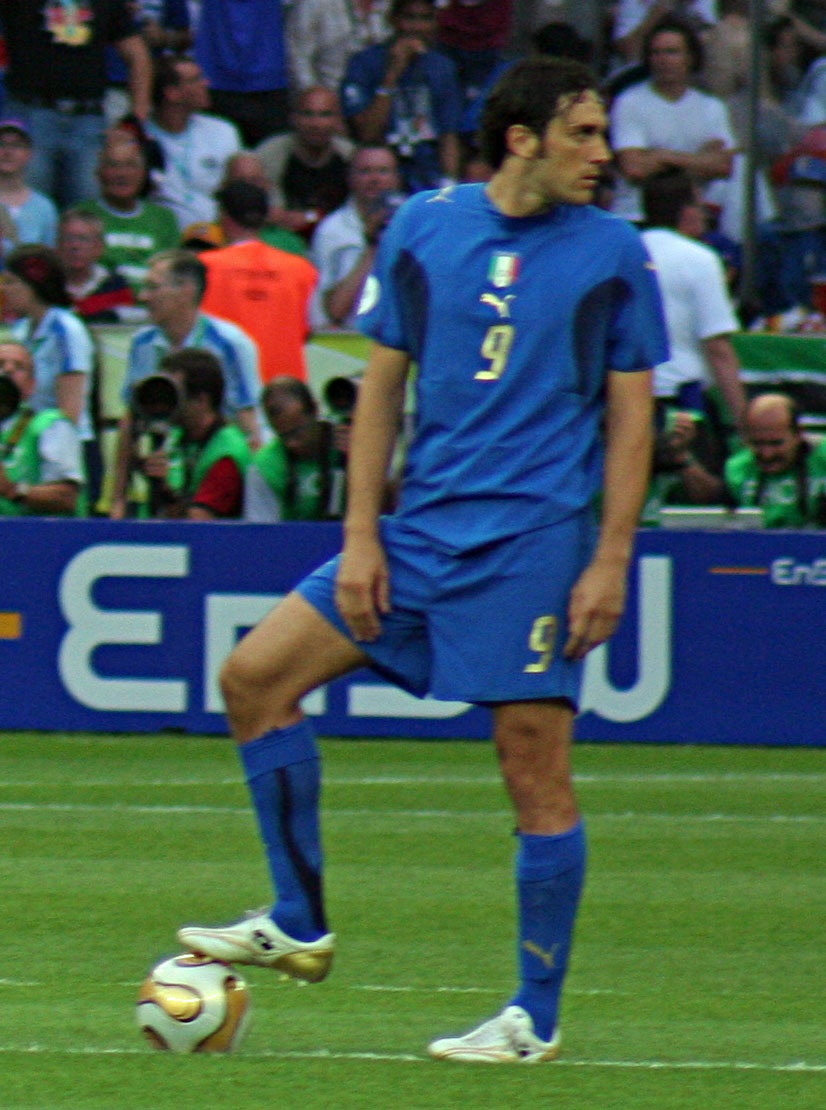
Luca Toni im WM-Finale 2006

Bei der Weltmeisterschaft 2006 in Deutschland absolvierte Toni sechs der sieben Spiele seiner Mannschaft und wurde mit der Squadra Azzurra Weltmeister. Zusätzlich wurde er ins All-Star-Team der WM gewählt. Im Viertelfinalspiel gegen die Ukraine schoss Toni am 30. Juni 2006 seine einzigen WM-Tore.
Während der Qualifikation zur EM 2008 erzielte Luca Toni fünf Tore in sechs Qualifikationsspielen. In der entscheidenden Partie gegen die Auswahl Schottlands in Glasgow am 17. November 2007, die Italien mit 2:1 gewann, traf er ein Mal.
Nach Tonis starken Leistungen in der Saison 2007/08 und dem Gewinn der Torjägerwertung berief ihn Roberto Donadoni in den Kader für die Europameisterschaft, bei der er ohne Torerfolg blieb.
Sein letztes Länderspiel absolvierte er am 21. Juni 2009 beim Konföderationen-Pokal 2009 gegen die Auswahl Brasiliens. Toni wurde bei der Weltmeisterschaft 2010 von Nationaltrainer Marcello Lippi nicht für den italienischen Kader nominiert.

## Zeit nach der aktiven Karriere
Toni erhielt im September 2020, wie auch Andrea Pirlo, seine Trainerlizenz, Level UEFA Pro, welche in der Serie A benötigt wird.

## Erfolge

### Titel
- Weltmeister: 2006
- Deutscher Meister: 2007/08, 2009/10
- DFB-Pokal-Sieger: 2007/08, 2009/10
- DFL-Ligapokal-Sieger: 2007
- Italienischer Zweitligameister: 2003/04

### Auszeichnungen
- Torschützenkönig:
  - Europa: 2006 (62 Punkte)
  - Serie A: 2005/06 (31 Treffer), 2014/15 (22 Treffer)
  - Serie B: 2003/04 (30 Treffer)
  - UEFA-Pokal: 2007/08 (10 Treffer)
  - Bundesliga: 2007/08 (24 Treffer)
- Italiens Fußballer des Jahres: 2006
- Italiens Stürmer des Jahres: 2006
- Team des Jahres der Serie A: 2015
- All-Star-Team Weltmeisterschaft 2006
- Kicker-Stürmer des Jahres: 2008
- Offizier des Verdienstordens der Italienischen Republik: 2006

## Sonstiges
Besonderes Markenzeichen von Luca Toni war der Torjubel, bei dem er mit seiner rechten Hand sein Ohr „abzuschrauben“ schien. Implizierte Botschaft dieser Handbewegung ist: „Avete capito“ („Habt ihr das verstanden?“). Er wurde in Italien oft „il Bomber“ (der Bomber, in Anlehnung an Gerd Müller) oder auch „l’armadio“ („der Schrank“) genannt; ein weiterer Spitzname war „Tonigol“.
Nach dem ebenfalls zum FC Bayern München gewechselten Italiener Ruggiero Rizzitelli war Toni erst der zweite Fußballspieler italienischer Staatsangehörigkeit, der aus der Serie A in die Fußball-Bundesliga wechselte. Er ist der erste Italiener, der als Bundesligaspieler ein A-Länderspiel bestritt.
Toni spielte eine Gastrolle in der Fortsetzung der italienischen Kult-Komödie L’allenatore nel pallone (Der Trainer im Chaos) an der Seite von Star-Komiker Lino Banfi.

## Privates
Toni ist mit dem italienischen Model und Moderatorin Marta Cecchetto verlobt. Im Juni 2013 wurde ihre gemeinsame Tochter geboren.
Im Dezember 2015 machte der Fußballprofi mit einer Klage auf sich aufmerksam: Da er für seine Zeit beim FC Bayern München Kirchensteuern in Millionenhöhe nachzahlen musste, verklagte er seine Steuerberater. Ihnen wurde vorgeworfen, ihren Klienten nicht ausreichend über die Höhe und Existenz der deutschen Kirchensteuer aufgeklärt zu haben. Das Gericht entschied teilweise für Toni.